# Roewe Marvel X
Roewe Marvel X — компактный электромобиль-внедорожник, выпускаемый компанией SAIC Motor под брендом Roewe с 2018 года.

## Roewe Marvel X
Roewe Marvel X дебютировал в апреле 2017 года на Шанхайском автосалоне. Он выпускается с задним или полным приводом.
Полноприводная модель оснащается электродвигателем мощностью 85 кВт и крутящим моментом 255 Н⋅м и ещё двумя электродвигателями мощностью 137—225 кВт и крутящим моментом 410—665 Н⋅м. Максимальная скорость составляет 180 км/ч.

Автомобиль Roewe Marvel X оснащается литий-ионным аккумулятором напряжением 52,5 кВт⋅ч. Аккумулятор заряжается за 8,5 часов. Запас хода составляет 370 км.

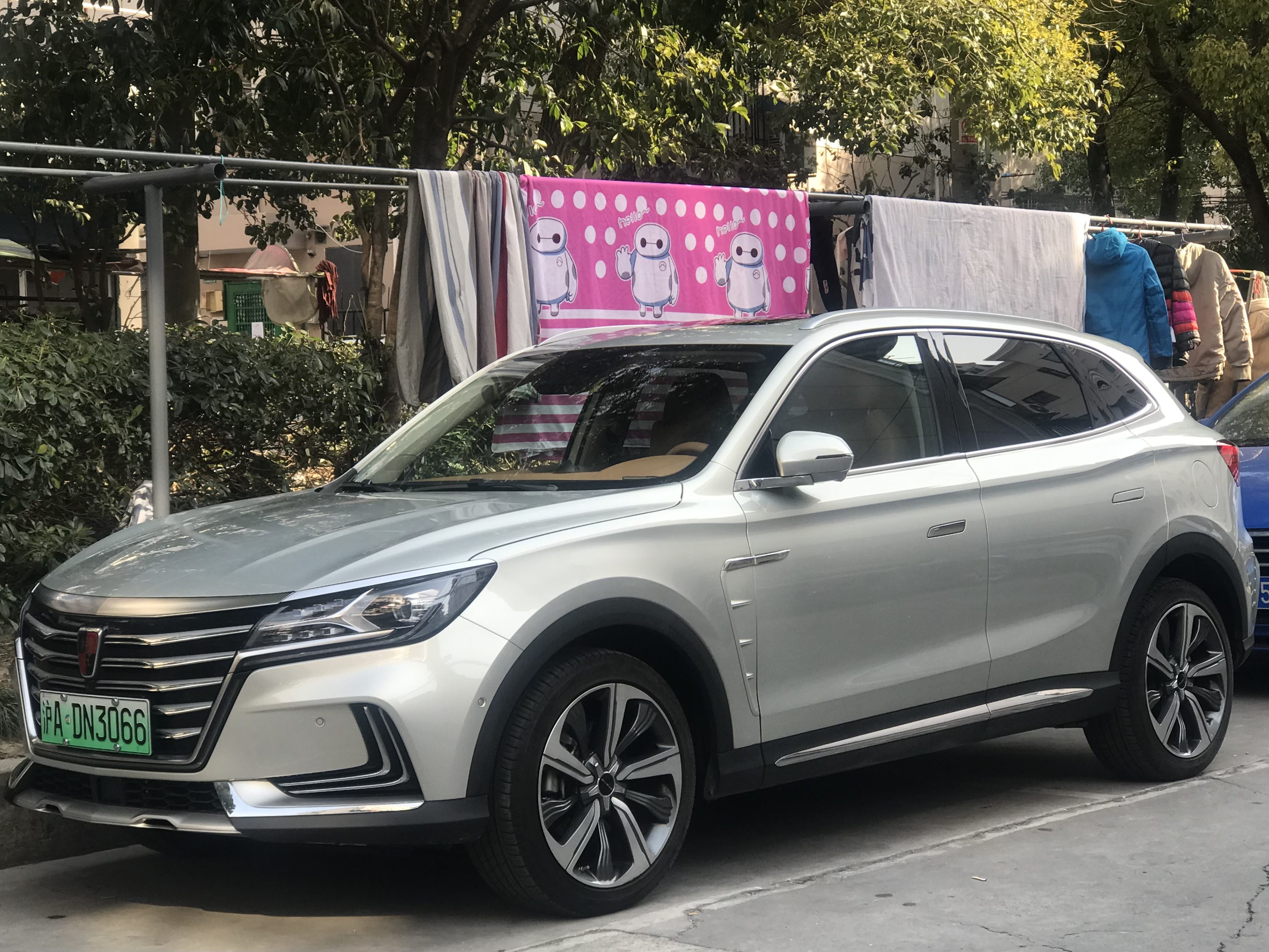
Roewe Marvel X
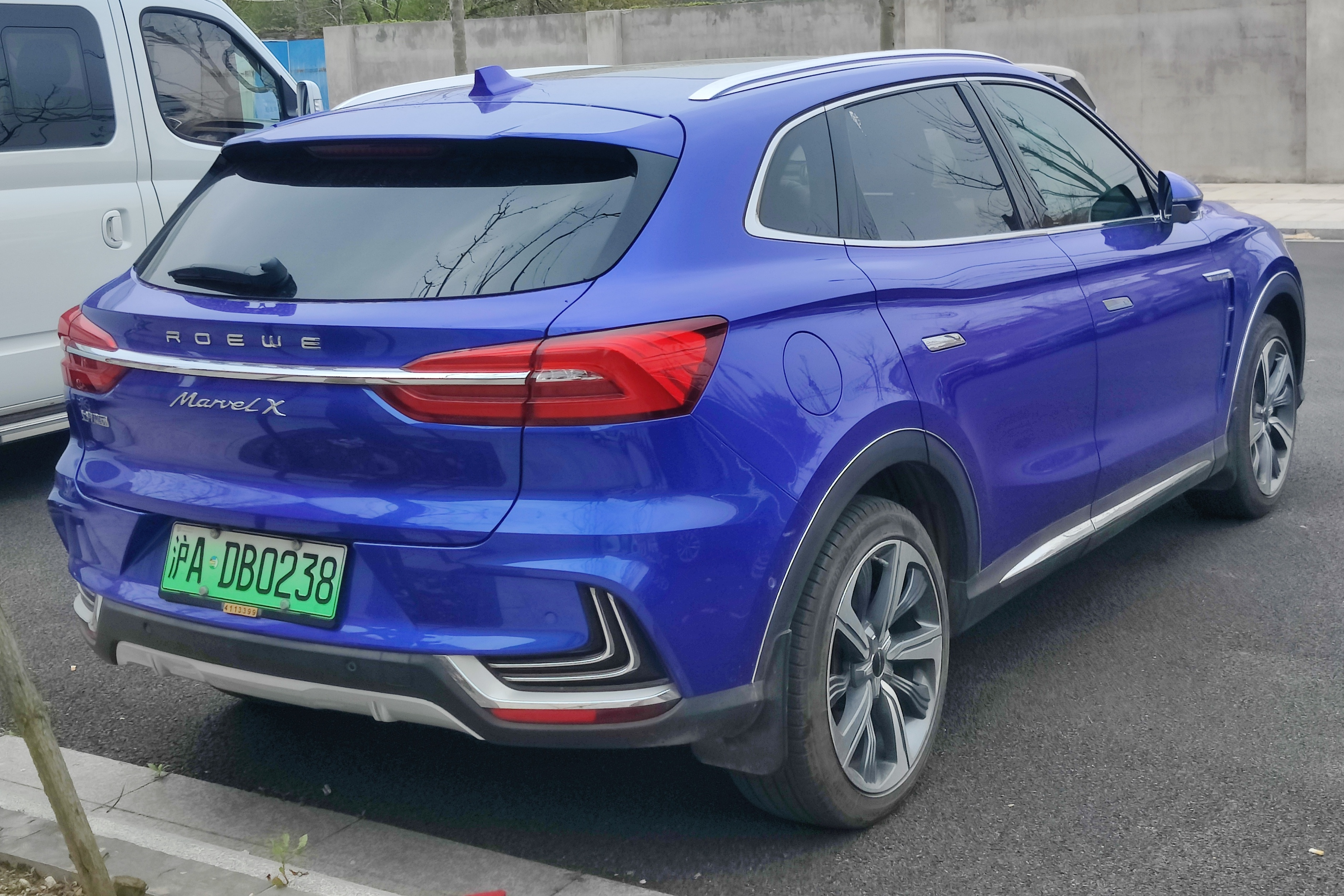
Вид сзади

## Rising Auto Marvel R
Rising Auto Marvel R впервые был представлен в мае 2020 года на автосалоне в Гуанчжоу. Серийно выпускается с ноября 2020 года. По сути, это первый автомобиль с новым логотипом Roewe R и первый продукт в гамме. За ним следует Rizing Auto ER6 на базе Roewe i6. Автомобиль разрабатывается при сотрудничестве с Huawei. С марта 2021 года автомобиль продаётся под названием MG Marvel R с 19,4-дюймовой консолью. Разгон до 100 км/ч отнимает 4,9 секунды, а максимальная скорость ограничена до 200 км/ч.

## MG Marvel R
MG Marvel R - европейская версия Roewe Marvel R.

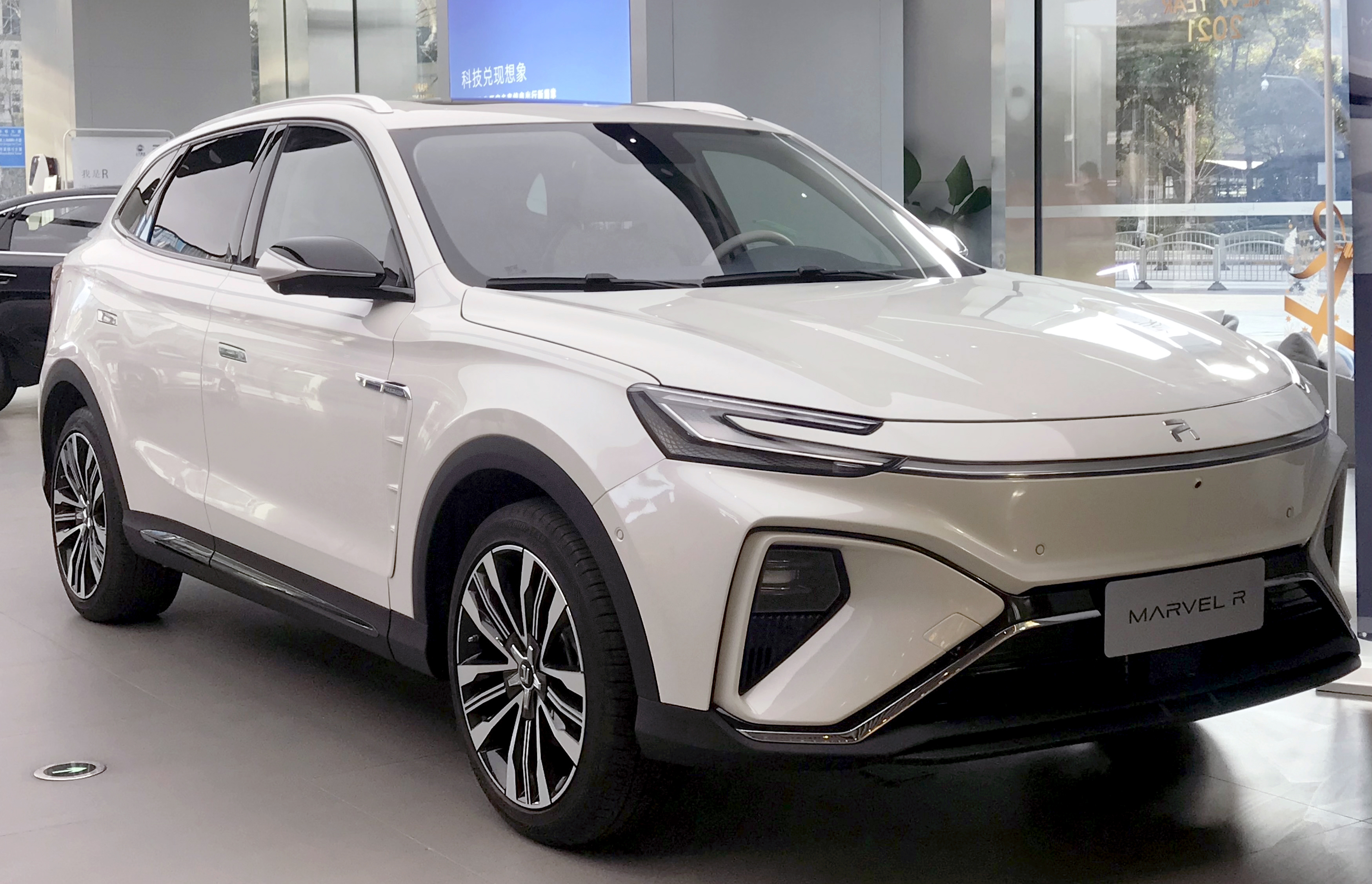
Roewe Marvel R
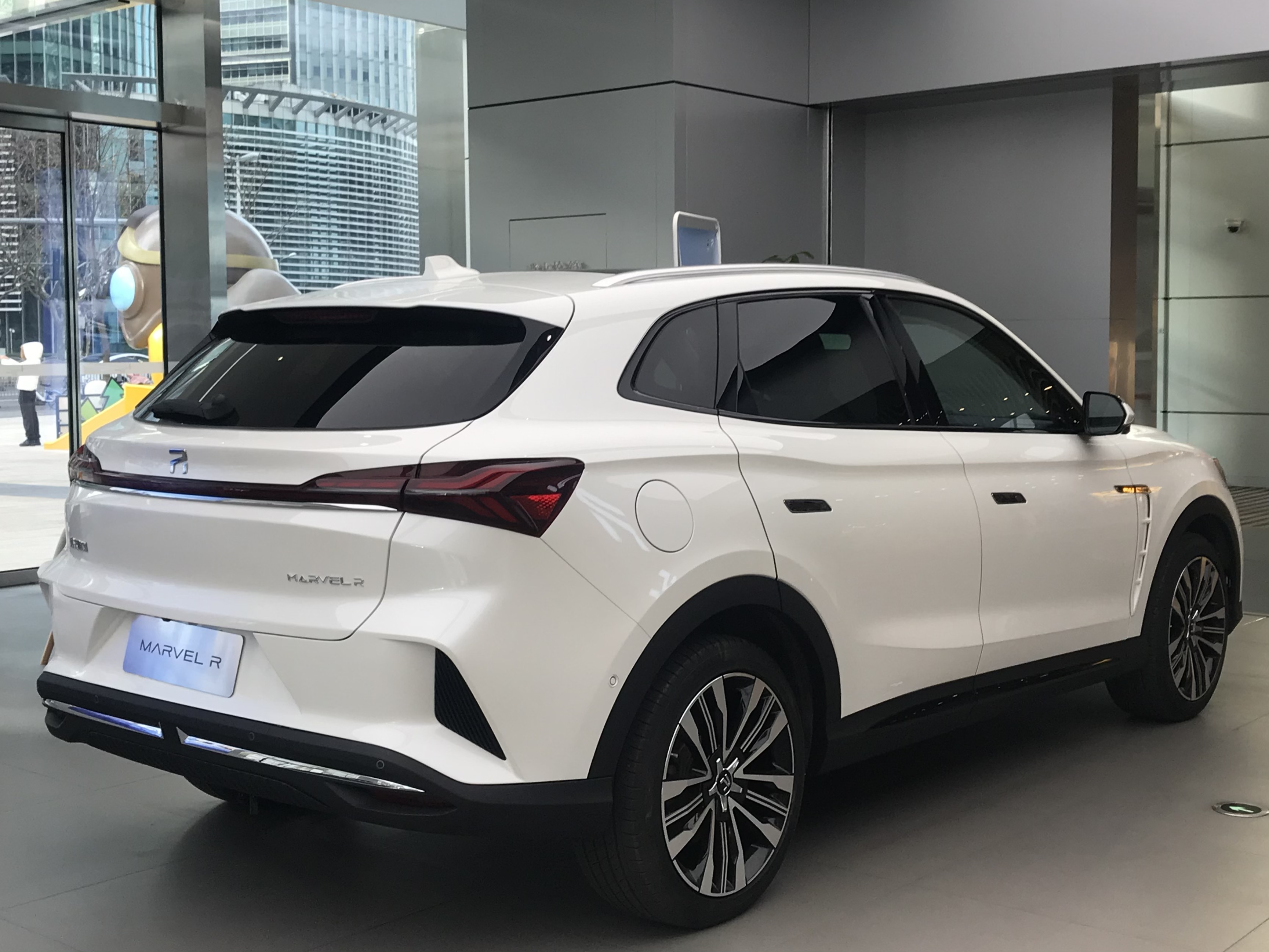
Вид сзади
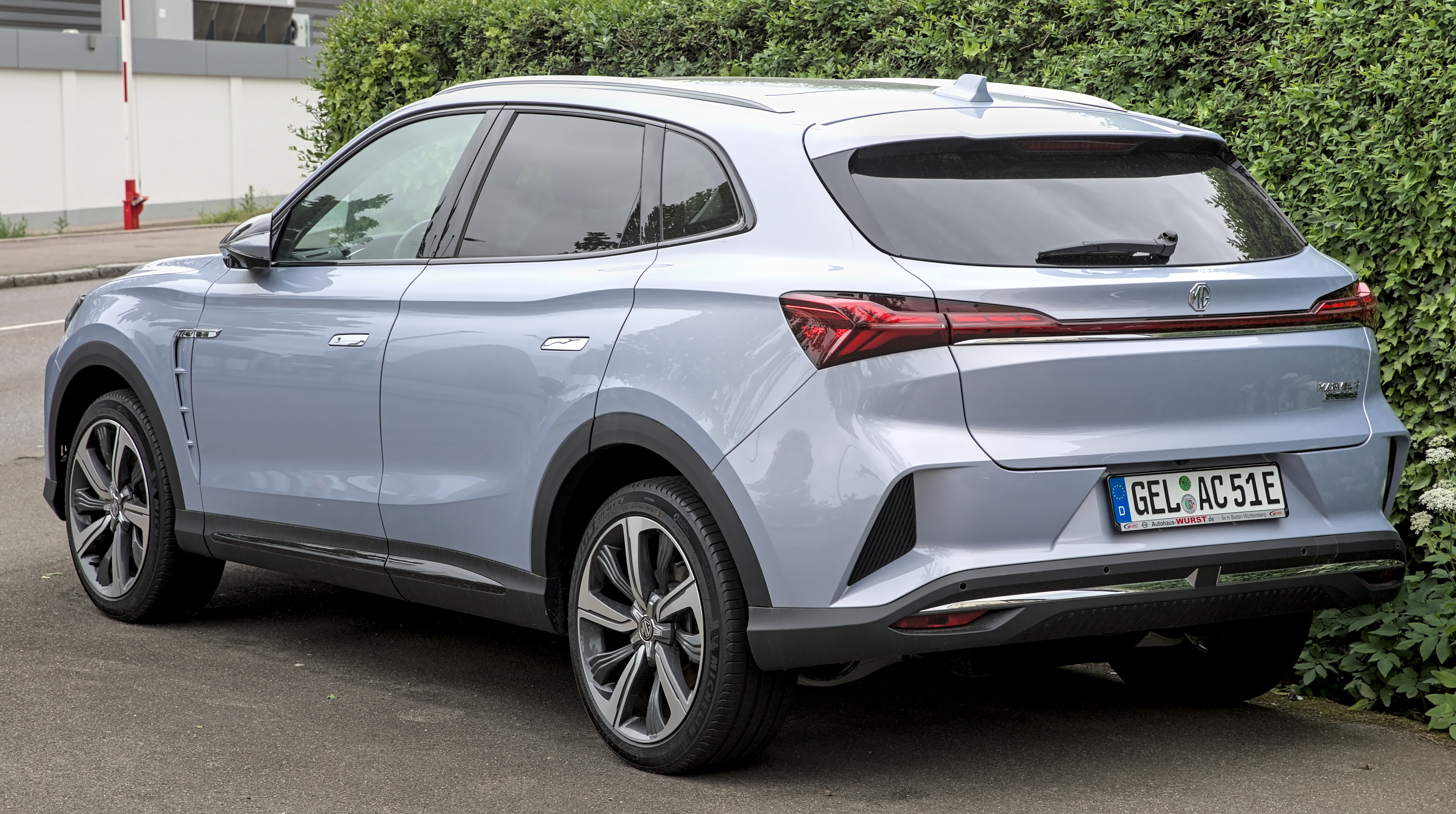
MG Marvel R